# 宇宙物体登録条約
宇宙空間に打ち上げられた物体の登録に関する条約（うちゅうくうかんにうちあげられたぶったいのとうろくにかんするじょうやく、英：Convention on the Registration of Objects Launched into Outer Space、英略称：Registration Convention）は、宇宙法を構成する5条約の1つ。
宇宙物体の識別を目的としたもので、物体の打ち上げ国に対し登録簿への記載、国際連合事務総長への情報提供を義務づける。
略称は宇宙物体登録条約。
1974年11月12日に採択された第29会期国際連合総会決議3235（第2回会期）号で、1976年9月5日に発効した。

## 主な内容

### 宇宙物体の登録義務
第2条で規定。宇宙物体が地球を回る軌道又は地球を回る軌道の外に打ち上げられたときは、打上げ国は登録簿に記入することで当該宇宙物体を登録する義務がある。この登録は国連事務総長に対して行うが、実際の登録手続きは国際連合宇宙部（United Nations Office for Outerspace Affairs、UNOOSA）が代行する。

### 共同決定の原則
第2条で規定。打上げ国が2ヵ国以上である場合、当該打上げ国は宇宙条約の規定（第8条）に留意し、宇宙物体及びその乗員に対する管轄権及び管理を行う国を共同で決定しなければならない。

### 情報提供の義務
第4条で規定。登録国は登録した宇宙物体について「できる限りすみやかに」国連事務総長に次の情報を提供しなければならない。
- 打上げ国の国名
- 宇宙物体の適当な標識又は登録番号
- 打上げが行われた日及び領域又は場所
- 次の事項を含む基本的な軌道要素

1. 周期
2. 傾斜角
3. 遠地点
4. 近地点

### 損害を与える宇宙物体の識別に関する協力の義務
第6条で規定。この条約の締約国が、自国に対して損害を与えた宇宙物体又は危険若しくは害をもたらすおそれのある宇宙物体を識別できない場合、他の締約国は、国際連合事務総長を通じて行われる当該宇宙物体の識別についての援助の要請に実行可能な最大限度において応ずる義務がある。

### 条約適用に関する規定
第7条で規定。条約において締約国に言及する規定は、8条から第12条までの規定を例外として、宇宙活動を行ういずれの国際的な政府間機関にも適用される。ただしこの規定は、当該政府間機関が、条約に規定される権利及び義務の受諾を宣言し、かつ、当該政府機関の加盟国の過半数がこの条約及び「宇宙条約」に関する条約の締約国である場合にのみ適用される。

## 採択・発効
- 1974年11月12日：国連総会決議3235号として採択
- 1975年1月14日：署名のために開放
- 1976年9月5日：効力発生

## 締約国
2012年12月12日現在での締約状況は次の通り。
- 署名 - 4ヵ国
- 批准 - 55ヵ国
- 承諾 - 2機関

### 日本
- 未署名
- 1983年6月20日加入。

### 署名国
（アルファベット順）
- ブルンジ

- イラン

- ニカラグア

- シンガポール

（計4ヵ国）

### 批准国
（アルファベット順）
- アルジェリア
- アンティグア・バーブーダ
- アルゼンチン
- オーストラリア
- オーストリア

- ベラルーシ
- ベルギー
- ブラジル
- ブルガリア

- カナダ
- チリ
- コスタリカ
- 中国
- キューバ
- キプロス
- チェコ

- デンマーク
- 北朝鮮
- フランス

- ドイツ
- ギリシャ

- ハンガリー

- インド
- インドネシア
- イタリア

- 日本

- カザフスタン

- レバノン
- リビア
- リヒテンシュタイン

- メキシコ
- モンゴル

- オランダ
- ニジェール
- ナイジェリア
- ノルウェー

- パキスタン

- ペルー
- ポーランド

- 韓国

- ロシア

- セントビンセント・グレナディーン
- セルビア
- セーシェル
- スロバキア
- 南アフリカ共和国
- スペイン
- スウェーデン
- スイス

- トルコ

- ウクライナ
- アラブ首長国連邦
- イギリス
- アメリカ合衆国
- ウルグアイ

（計55ヵ国）

### 承諾機関
- 欧州宇宙機関（ESA）
- 欧州気象衛星開発機構（EUMETSAT）

（計2機関）